# Mike Soper
Michael Henry Ray Soper (* 30. September 1913 in Epping, Essex; † 26. Oktober 2008) war ein Hochschullehrer für Agrarwissenschaft und Autor aus England.

## Leben
Soper wuchs mit zwei Schwestern und einem Bruder in London auf. Sein Vater kaufte 1919 ein Ferienhaus in Rock (Cornwall) und 1926 übersiedelte die Familie dorthin. Von 1927 bis 1932 besuchte Soper die Tonbridge School. Nach seiner Schulausbildung studierte er und erhielt nach Beendigung des Studiums eine Anstellung als Hochschullehrer in Oxford. Während des Zweiten Weltkrieges war er Mitglied des WarAg Committee. Als Hochschullehrer für Agrarwissenschaften am Christ Church College der Universität Oxford unterrichtete Soper von 1946 bis zu seiner Emeritierung 1981 und leitete die Universitätsfarm 30 Jahre lang. Er spielte eine führende Rolle in der Entwicklung landwirtschaftlichen Teilzeitunterrichts („part-time agricultural education“). Später zog er sich in ein Altersheim im britischen Städtchen Moulsford zurück.
Im Buch Farming and the Countryside beleuchtet er den Weg der Landwirtschaft zwischen effizienter Agrarwirtschaft, Ertragsdruck auf den Boden, Entspannung für 57 Millionen Briten, Erhaltung der natürlichen Ressourcen und Landschaftserhaltung.
In Years of Change blickt er auf sein Leben für die Landwirtschaft von 1934 bis 1995 und von der Praxis als Landwirt bis zur Universitätslehre zurück.
In Erinnerung an seine Dienste wurde an der Universität von Oxford ein Mike Soper Bursary Fund eingerichtet. Der Stipendienfonds soll es Biologiestudenten, insbesondere jenen der Land- und Forstwirtschaft, ermöglichen, ihr Studium außerhalb von Oxford in einem wissenschaftlichen, ökonomischen oder praktischen Kontext zu vertiefen.
1963 wurde ihm der Orden Officer of the Order of the British Empire (O.B.E.) verliehen. Im Januar 2006 wurde er von Anne Mountbatten-Windsor, Princess Royal bei der sechzigsten Oxford Farming Conference für seine 25-jährige Tätigkeit als Sekretär geehrt und er war damit auch der bisher am längsten amtierende. Weiterhin war er eines von maximal 50 Ehrenmitgliedern (Honorary Fellowship) der Royal Agricultural Society of England und Ehrenmitglied des City and Guilds of London Institute.
Von 1955 bis 1957 war er Kapitän des St. Enodoc Golf Club in Trebetherick und in den 1960er Jahren repräsentierte er zehn Jahre lang die Grafschaft Cornwall im Rat der English Golf Union.
Soper war nie verheiratet, blieb kinderlos und lebte mehr als 40 Jahre in einer geheimen und liebevollen Beziehung mit einem Mann. Er musste früher sehr diskret sein und ging manche Risiken ein, da er vor Gericht gestellt werden und seinen Job verlieren hätte können. Als Undergraduate dachte er, er sei der einzige Schwule auf der Welt. Soper lebte nach seinen Aussagen im Verborgenen und es war schwierig für ihn, damit fertigzuwerden. Als die Mitbewohner im Altersheim 2005 mitbekamen, dass er ein Buch schrieb, und meinten, dass sie es lesen wollten, outete er sich zum ersten Mal mit 91 Jahren ihnen gegenüber. Auch seine Familie erfuhr es damals zum ersten Mal, auch wenn es für seine Nichten und Neffen keine große Überraschung war. Sie waren sehr verständnisvoll, unterstützend und es war für ihn erleichternd, nach so langer Zeit ehrlich bezüglich seiner Sexualität zu sein. 2007 veröffentlichte er schließlich seinen Roman The Heart Entrapped (Das gefangene Herz), dessen Geschichte in den 1960ern beginnt und auf seiner Lebensgeschichte basiert. Als Grund für seine schriftstellerische Tätigkeit gab er an, dass er es einfach versuchen wollte. Außerdem wollte er einen anderen Blick auf schwules Leben gewähren – das einer langandauernden liebevollen Beziehung – im Gegensatz zum Bild in den Medien, wo es seiner Meinung nach als eine Gemeinschaft dargestellt wird, die nur an Sex denkt.
Im Roman beschreibt er den jungen Mark, welcher das erste Jahr das College besucht, bei seinen Freunden beliebt, gut im Sport ist und die Möglichkeit hat, später die elterliche Landwirtschaft zu übernehmen. Dieser erlebt die Freuden der ersten Liebe. Sein Liebe ist ein Mann, und das in einer Zeit, als Homosexualität nicht akzeptiert ist. Der Zeitrahmen spannt sich von den 1960er Jahren bis heute und der Roman behandelt universelle Themen wie Liebe, Freundschaft und Familienbeziehungen.
Soper verstarb am 26. Oktober 2008 im Alter von 95 Jahren.

## Werke
- British Agriculture Today, Assn. of Agriculture, 1978, ISBN 0-903313-32-4
- British Cereals: Wheat, Barley and Oats, Assn. of Agriculture, 1979, ISBN 0-903313-33-2
- Grassland, Assn. of Agriculture, 1982, ISBN 0-903313-43-X
- Dairy Farming and Milk Production, Assn. of Agriculture, 1983, ISBN 0-903313-44-8
- mit E. Carter: Modern Farming and the Countryside: The Issues in Perspective, Assn. of Agriculture, 1985, ISBN 0-903313-45-6
- mit E. Carter: Farming and the Countryside, Farming Press Books and Videos, 1991, ISBN 0-85236-225-0
- Years of Change, Farming Press Books and Videos, 1995, ISBN 0-85236-313-3
- The Heart Entrapped, Athena Press, 2007, ISBN 1-84748-108-6